# Frederik Doveton Sturdee

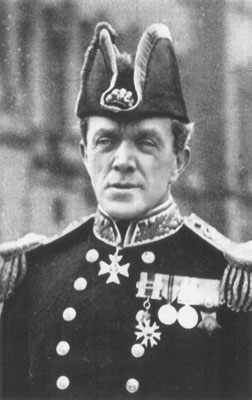
Doveton Sturdee nach dem Seegefecht bei den Falklandinseln

Sir Frederick Charles Doveton Sturdee, 1. Baronet, GCB, KCMG, CVO (* 9. Juni 1859 in Lewisham, London; † 7. Mai 1925 in Camberley) war ein britischer Admiral während des Ersten Weltkriegs.

## Leben
Er trat 1871 in die Royal Navy ein und stieg bis zum Ausbruch des Ersten Weltkriegs zum Chief of War Staff der Admiralität auf.
Am 8. Dezember 1914 vernichtete er mit seinem Verband das deutsche Ostasiengeschwader unter  Admiral Graf von Spee bei den Falklandinseln, worauf er am 19. Januar 1916 zum Baronet, of the Falkland Islands, ernannt wurde. In der Skagerrakschlacht, 1916, kommandierte Sturdee von seinem Flaggschiff, HMS Benbow, die 4. Division des 4. Schlachtschiffgeschwaders. 1917 wurde er Admiral und 1921 Admiral of the Fleet.
Aus seiner Ehe mit Marion Adela Andrews hinterließ er einen Sohn und Erben, den Rear-Admiral Sir Lionel Arthur Doveton Sturdee, 2. Baronet (1884–1970) und eine Tochter, Margaret Adela Sturdee (1891–1960), die den Admiral Cecil Minet Staveley (1874–1934) heiratete und Mutter des Admiral of the Fleet Sir William Staveley (1928–1997) wurde.